# Джакомо Черути
Джакомо Антонио Мелкиоре Черути (на италиански: Giacomo Antonio Melchiorre Ceruti) е италиански къснобароков художник, живял и творбил в Северна Италия, в градовете Милано, Бреша и Венеция. Получил прякора Питочето (Pitocchetto, „Малкият просяк“), заради множеството си картини на селяни, облечени в дрипи.

## Биография
Роден е в Милано на 13 октомври 1698 г., но работи основно в Бреша. Вероятно рано е повлиян от Антонио Чифронди и/или Джакомо Тодеско (Тодескини). Обучението си по рисуване получава от Карло Череза. Въпреки че рисува и натюрморти и картини, изобразяващи религиозни сцени, Черути е най-известен с жанровите си портрети на бедняци и просяци, изобразени с реализъм, но и с необичайно много индивидуалност и достойнство.
Черути се отдава на тази тема основно през периода 1725 – 1740 г. и до днес са оцелели около 50 негови картини от този период. Характерна картина на Черути е неговата „Жена с куче“, която изобразява със симпатия и без идеализация фигурата на една обикновена жена. Както повечето от неговите модели, тя стои на неразличим тъмен фон зад нея.
Като цяло, когато Черути се опитвам да представи пространството в дълбочина, резултатите често са неудачни. Пейзажите, които рисува за фон в картините си, наподобяват сценични декори и често са заимствани от други източници, като например гравюрите на Жак Кало. Реализмът, с който Черути рисува жанровите си картини, отличава неговите портрети и натюрморти, но е не толкова ясно изразен в относително конвенционалната му църковна живопис, включваща стенописите на базиликата „Санта Мария Асунта“ („Възнесение на Света Богородица“) в Гандино, или олтара на църквата „Санта Лучия“ в Падуа. Тези ограничения на техниката са типични не само за Черути, но и за художника Джовани Батиста Морони от Бреша от края на 16 век, който също е известен с експресивните си портрети и скучни религиозни картини.
Джакомо Черути умира на 28 август 1767 г.

## Галерия
- Джудже
- Почиващ си просяк
- Предачка
- Малкият разносвач си почива (1736)
- Среща в гората
- Просякинче и предачка
- Предачки на дантели
- Спящ пилигрим
- Перачката (1735)
- Трима просяци
- Вечер на пиацата (1730)
- Момче с кош с риба
- Кокошка, гърне и лук
- Омар, риби и миди
- Хляб и стомна
- Д. Алба Реджина дел Феро
- Портрет
- Портрет
- Пушещ мъж с тюрбан
- Мадоната и светците (олтар)